# José Parodi
José Parodi (30 d'agost de 1932 - 22 d'agost de 2006) fou un futbolista paraguaià. Era cosí del també futbolista Silvio Parodi.

## Selecció del Paraguai
Va formar part de l'equip paraguaià a la Copa del Món de 1958. Va jugar a Itàlia, Espanya i França, a clubs com Calcio Padova, Genoa CFC., UD Las Palmas, Nîmes Olympique i FC Mulhouse.